# Biblioteca verde
Le "Biblioteche Verdi", secondo l'Online Dictionary for Library and Information Science (ODLIS), sono "progettate per ridurre al minimo l'impatto negativo sull'ambiente naturale e massimizzare la qualità dell'ambiente interno mediante un'attenta selezione del sito, l'uso di materiali da costruzione naturali e prodotti biodegradabili, la conservazione di risorse (acqua, energia, carta) e smaltimento responsabile dei rifiuti (riciclaggio, ecc.)".

## Biblioteca verde e cultura ambientale
Il movimento delle "Green Libraries" affonda le sue radici già nel 1990 con particolare attenzione alla struttura dell'edificio delle biblioteche. Quando si parla di biblioteca verde però, non si deve pensare solo a questo, ma anche a tutti i processi e alle attività messe in atto dai bibliotecari, rivolte allo sviluppo sostenibile. In particolar modo, essa può assumere un ruolo strategico nella diffusione della “cultura ambientale” contribuendo a migliorare le conoscenze della società. Ogni biblioteca verde per definizione o per inclinazione, nell’ambito del proprio ruolo istituzionale, della propria mission e del proprio bacino d’utenza, può mettere in atto strategie efficaci finalizzate a divulgare conoscenze scientifiche ed esempi virtuosi, offrendo spunti di riflessione sulle principali questioni e problematiche relative all'ambiente, educando al rispetto di quest'ultimo, supportando, dal punto di vista documentale e bibliografico attraverso l'aggiornamento delle loro collezioni, le attività di educazione e formazione ambientale. 
Sono diverse le strategie che meritano di essere diffuse per accrescere la cultura della sostenibilità. Le biblioteche promuovono logiche di sostenibilità ambientale attraverso l’efficientamento degli edifici, modelli di gestione e comportamenti ragionati, sempre attenti all’uso e riuso delle risorse, e che siano d’esempio per tutti gli utenti. Più importante ancora è il ruolo che le biblioteche contemporanee svolgono nel diffondere la cultura e la conoscenza delle interazioni uomo-ambiente, affrontando il problema delle necessarie trasformazioni dei comportamenti e delle attuali modalità di consumo per disegnare traiettorie di sviluppo che siano effettivamente sostenibili. È un compito delicato e complesso che le biblioteche affrontano insieme ad altre istituzioni culturali. In questa cooperazione, il ruolo che svolge la biblioteca assume particolare importanza, perché si concentra sull’accessibilità e sulla diffusione della conoscenza, cuore stesso della missione della biblioteca. 
L'UNESCO riconosce il ruolo della cultura come motore dello sviluppo sostenibile e ha presentato il "Culture 2030 indicators", con il quale si evidenzia l'importanza della cultura e l'integrazione di quest'ultima nell'Agenda 2030, integrazione che è avvenuta, e quindi per il raggiungimento degli SDGs. Il contributo fondamentale della cultura per lo sviluppo sostenibile è riconosciuto anche in altri importanti quadri internazionali, come la New Urban Agenda (UN-Habitat). Le biblioteche hanno dunque una grande opportunità di essere allo stesso tempo protagonisti e promotori di una coscienza ambientale.

## Università e sostenibilità
L’emanazione dell’Agenda 2030 con i 17 Obiettivi di Sviluppo Sostenibile (SDGS) adottata dall’ONU il 25 settembre 2015 e divenuta operativa il 1º gennaio 2016, ha visto un’immediata reazione operativa in tutto il mondo. L'Agenda 2030 considera tre aree della sostenibilità (sociale, economica e ambientale) ed è basata su 17 obiettivi articolati in 169 traguardi, da monitorare mediante indicatori globali e indicatori a livello regionale e nazionale che devono essere individuati dagli Stati membri. Ogni Stato è invitato a presentare all’ONU un VNR (Voluntary National Report), un rapporto nazionale di sostenibilità e in diversi paesi, alcune città, hanno steso un VLR (Voluntary Local Report), che misura il livello locale di sviluppo sostenibile. Anche le università si sono attrezzate a tal riguardo, infatti molti atenei si sono dotati di uffici specializzati,i “green offices”, di sezioni informative sui loro siti web dedicate alle azioni intraprese rispetto alla sostenibilità, di commissioni di ateneo oppure di un delegato del Rettore per la sostenibilità. È stato notato che le attività più rilevanti per perseguire questo scopo di diffusione della cultura sostenibile sono quelle di information literacy, accesso aperto alla conoscenza, progetti di book crossing, numero di pubblicazioni su tematiche legate agli SDG dei docenti dell’ateneo e partecipazione a interventi artistici e di riqualificazione di edifici che ospitano le biblioteche.
Per il resto le altre attività che emergono nelle università in relazione alla sostenibilità sono: la raccolta differenziata, la raccolta e riciclo di materiali, mobilità sostenibile, risparmio energetico ed energie alternative, razionalizzazione dell'uso dell’acqua, ecc. Tutte attività certamente importanti ma che mancano di evidenziare la specificità culturale dell’istituzione universitaria, se non per gli aspetti legati alla formazione. Riguardo a quest’ultimo ambito, si rileva la nascita di un gran numero di nuove attività di formazione, l’introduzione di moduli e attività extracurriculari per gli studenti, a volte con riconoscimento di crediti, per l’acquisizione di competenze legate alla sostenibilità. L'allontanamento della cultura è ciò che da sempre rallenta qualsiasi cambiamento, e non vi è dubbio quindi che il primo dei cambiamenti necessari deve essere culturale. Pertanto solo la divulgazione della cultura della sostenibilità come valore diffuso può riportare il fenomeno alle sue dimensioni più rilevanti, quella culturale e sociale, e contribuire a formare una consapevolezza ambientale che va diffusa attraverso la disseminazione dell’informazione, assicurando l’accesso aperto e facile a tutta l’informazione affidabile e rilevante sui temi dell’Agenda 2030 e offrendo informazione su questi temi. Ancora una volta si sottolinea il ruolo fondamentale delle biblioteche come luogo dove reperire qualsiasi tipo di materiale per accrescere la conoscenza sulla sostenibilità, oltre che come luogo di inclusione, di scambio, di coesione e aggregazione sociale. Tuttavia c'è ancora mancanza di comunicazione tra atenei e biblioteche, che spesso infatti agiscono autonomamente. A Talloires nel 2007 è stato creato il primo network globale per gli atenei sullo sviluppo sostenibile e sarebbe inoltre opportuno continuare in questa direzione (si ricorda la nascita della RUS in Italia), poiché i vantaggi sarebbero molteplici, ad esempio come quello di incentivare una collaborazione tra università e città, o condividere buone pratiche.

## Biblioteca verde e l'IFLA
L'IFLA sta lavorando intensamente a supporto dell’inclusione della cultura e del riconoscimento del ruolo delle biblioteche per l’attuazione dell’Agenda 2030, ponendosi da un lato come interlocutore verso l’ONU, i governi, le istituzioni politiche, e dall’altro incoraggiando il mondo bibliotecario a formarsi e attivarsi su queste tematiche, e per farlo ha coniato il termine Green Library. Tale termine indica una Green Library come una biblioteca progettata per ridurre al minimo l’impatto sull’ambiente e massimizzare la resa qualitativa interna per mezzo di un’accurata scelta del sito dove collocarla, dell’uso di materiali da costruzione naturali e di prodotti biodegradabili ecc. Tuttavia, in questa definizione verrebbero escluse tutte quelle biblioteche che sono ospitate in edifici storici o antichi. Il concetto in questo caso va declinato piuttosto come amichevolezza dell’ambiente della biblioteca all’interno dell’edificio, nelle attività e nel supporto alla comunità.
Inoltre si ricorda che l'IFLA ha redatto la Dichiarazione di Lione tra gennaio e maggio del 2014, e resa pubblica al Congresso mondiale della biblioteca e dell'informazione dell'IFLA a Lione, in Francia, il 18 agosto 2014, insieme ad altri partner strategici, con la quale ha invitato gli Stati membri delle Nazioni Unite a prendere un impegno internazionale attraverso l'Agenda 2030 delle Nazioni Unite per lo sviluppo sostenibile in modo tale a rendere accessibile a tutti le informazioni circa lo sviluppo sostenibile. L'IFLA ha da sempre promosso le biblioteche e i servizi di informazione nel mondo, e vede in queste una forza di cambiamento affinché l'informazione e la cultura siano accessibili a tutti. La Dichiarazione di Lione ha lo scopo di sottolineare che l'accesso all'informazione è necessario e che le biblioteche sono dotate di infrastrutture, competenze e risorse per lo sviluppo sostenibile della società. In breve, la Dichiarazione: pone in primo piano le biblioteche come istituzioni culturali capaci di alfabetizzare la società; insieme ad altre istituzioni hanno il compito di rendere disponibile la connessione e le tecnologie per la comunicazione; promuovere la collaborazione; offrire l'accesso permanente al patrimonio culturale.